# Małuszów (gromada)
Małuszów – dawna gromada, czyli najmniejsza jednostka podziału terytorialnego Polskiej Rzeczypospolitej Ludowej w latach 1954–1972.
Gromady, z gromadzkimi radami narodowymi (GRN) jako organami władzy najniższego stopnia na wsi, funkcjonowały od reformy reorganizującej administrację wiejską przeprowadzonej jesienią 1954 do momentu ich zniesienia z dniem 1 stycznia 1973, tym samym wypierając organizację gminną w latach 1954–1972.
Gromadę Małuszów z siedzibą GRN w Małuszowie utworzono – jako jedną z 8759 gromad na obszarze Polski – w powiecie jaworskim w woj. wrocławskim, na mocy uchwały nr 14/54 WRN we Wrocławiu z dnia 2 października 1954. W skład jednostki weszły obszary dotychczasowych gromad Małuszów, Przybyłowice i Żarek ze zniesionej gminy Słup w tymże powiecie. Dla gromady ustalono 12 członków gromadzkiej rady narodowej.
1 stycznia 1960 gromadę zniesiono, a jej obszar włączono do nowo utworzonej gromady Jawor, oprócz wsi Żarek, którą włączono do gromady Męcinka – w tymże powiecie.